# Evergreen (Alabama)
Evergreen es una ciudad en el Condado de Conecuh, Alabama, Estados Unidos. Según el censo del 2000 tiene una población de 3630 habitantes. 

## Geografía
Evergreen se encuentra ubicada en las coordenadas 31°26′6.09″N 86°57′17.66″O / 31.4350250, -86.9549056. Según la Oficina del Censo, la ciudad tiene un área total de 39.6 km² (15.3 sq mi), de la cual 39.4 km² (15.2 sq mi) es tierra y 0.26 km² (0.1 sq mi) (0.39%) es agua.

## Demografía
Según el censo del 2000, hay 3,630 personas, 1,536 viviendas y 981 familias residiendo en la ciudad. La distribución racial de la ciudad era de 46.23% blancos, 52.78% afroamericanos, 0.19% nativoamericanos, 0.19% asiáticos, 0.08% de otras razas, y 0.50% de dos o más razas. Los latinos e hispanos componen el 0.83% de la población.
El 28% de la población es menor de 18 años, 8.5% de 18 a 24, 23.6% de 25 a 44, 22.7% de 45 a 64, y el 17.2% es mayor de 65 años. La edad media era de 37 años. Por cada 100 mujeres había 77.4 hombres. Por cada 100 mujeres de más de 18 años, había 69.1 hombres.
El ingreso medio para los residentes era de $20,979, y el ingreso medio para una familia era de $29.258. Los hombres tenían un ingreso medio de $25,357 contra $21,356 para las mujeres. El ingreso per cápita de la ciudad era de $13,828. El 27.6% de las familias y el 34.2% de la población estaban bajo el umbral de pobreza.